# Fabrizio Faniello
Fabrizio Faniello (né le 27 avril 1981) est un chanteur pop maltais. Il a représenté Malte au Concours Eurovision de la chanson en 2001 et 2006. 

## Famille
Fabrizio a deux plus jeunes sœurs, Claudia et Miriana. Claudia Faniello est également une artiste très connue à Malte et a déjà concouru dans plusieurs concours ou festivals locaux. Elle a aussi participé à la sélection nationale pour l'Eurovision en 2006 avec "High Alert" puis en 2007 avec "L-Imħabba Għamja" (L'amour est aveugle). Claudia s'est aussi produite récemment en Italie et a participé au Concours Eurovision de la chanson 2017. 

## Biographie
Fabrizio découvre sa passion pour la musique à un jeune âge. Son professeur lui conseille de prendre des leçons de chant. En dehors de la musique, Fabrizio a aussi un gros intérêt pour le football. En 1997, il joue une année à Turin.
Mais à 16 ans, il prend la décision de faire de la musique son métier. Il sort trois albums et plusieurs singles avec succès. Cette popularité se trouve sur l'île de Malte mais aussi dans d'autres pays d'Europe comme la Suède. En effet, il rentre dans le top 10 suédois en 2004 avec "The Whistle Hit" puis en 2005 avec "Bye Baby Bye Bye". Il est connu pour sa musique Euro pop.
Il participe au Concours Eurovision de la Chanson en 2001 et il se classe 9e sur 23 avec 48 points puis une nouvelle fois en 2006 où il se classe dernier avec un seul point. Il tente sa chance de nombreuses fois aux sélections nationales de son pays pour accéder au Concours Eurovision de la chanson.
L'équipe de production de Fabrizio est située en Allemagne, d'ailleurs beaucoup de ses chansons sont écrites ou coécrites par des compositeurs allemands.

## Eurovision
Fabrizio a participé de nombreuses fois aux présélections maltaises pour le Concours Eurovision de la Chanson :
- 1998 : "More Than Just A Game" 2e sur 20 participants
- 1999 : "Thankful For Your Love" 8e sur 16 participants
- 2000 : "Change Of Heart" 2e sur 16 participants
- 2001 : "Another Summer Night" 1er sur 16 participants
- 2004 : "Did I Ever Tell You" 3e sur 16 participants
- 2005 : "Don't Tell It" 12e sur 22 participants
- 2006 : "I Do" 1er sur 18 participants
- 2023 : "Try to Be Better" 8e sur 40 participants

Les chansons « Change Of Heart » et bien sûr « Another Summer Night » sont incluses dans son premier album While I'm Dreaming. Les chansons « Did I Ever Tell You » et « Don't Tell It » sont quant à elles dans l'album de 2005 Believe. 
2001 fut le coup d'envoi de sa carrière grâce à son passage au Concours Eurovision de la Chanson 2001 où il termina 9e pour un total de 48 points. Mais ses fans ont été déçus par ses résultats lors de la 46e édition du concours Eurovision de la Chanson, Fabrizio est arrivé bon dernier avec seulement 1 point de la part de l'Albanie.

## Discographie

### Albums
- 2001 : While I'm Dreaming
- 2004 : When We Danced
- 2005 : Believe
- 2007 : Hits & Clips (album compilation)

### Singles
- 2001 : Another Summer Night (Eurovision 2001)
- 2001 : My Girl
- 2002 : Show Me Now
- 2002 : Let Me Be Your Lover
- 2002 : Just 4 Christmas
- 2004 : When We Danced
- 2004 : I'm In Love (The Whistle Song)
- 2005 : Love On The Radio
- 2006 : I Do (Eurovision 2006)
- 2006 : Belive
- 2007 : Love Me Or Leave Me
- 2007 : I Need To Know